# 黑閃電
黑閃電（英語：Black Lightning）是一名DC漫畫旗下的虛構漫畫超級英雄。該角為DC漫畫早期少數的非裔美國超級英雄之一，並也是首位擁有個人漫畫的非裔英雄。他於《黑閃電》#1（1977年4月）首次登場，由東尼·伊沙貝拉與崔佛·馮·艾登共同創作。
IGN將黑閃電列為有史以來第85位最偉大的漫畫書英雄，並將他描述為一個真正的英雄，本應生為壞人，卻在正義聯盟贏得了他的位置。
在2018年起開播的電視劇《黑閃電》中，由克萊斯·威廉斯飾演傑弗森·皮爾斯／黑閃電。

## 人物
黑閃電的本名為傑弗森·皮爾斯（Jefferson Pierce）。傑弗森起初是名曾榮獲奧林匹克運動會金牌的十項全能運動員，從體育界退休後他回到自己的家鄉自殺貧民窟（大都會南邊的城鎮），他與妻子琳恩·史都華（Lynn Stewart）分別於加菲爾德高中擔任體育科教師及校長，其中女兒艾妮莎·皮爾斯也就讀於該所學校。但後來，傑弗森的著名記者父親艾文·皮爾斯（Alvin Pierce）遭人謀殺，而殺害他父親的是自殺貧民窟的犯罪組織100及該分支的托拜厄斯·惠爾。該事件使得傑弗森內疚而離開了大都會。之後，他遇見了裁縫師彼得·甘比（Peter Gambi），彼得教導了傑弗森如何抑制自己先天的超人類力量，以避免傷害到他愛的人。他打算返回城市時，甘比建議傑弗森應該利用自身的超能力來幫助社會及弱小，為此傑弗森穿著黑藍色調的英雄裝，回到家鄉擊退了100組織。幾年後，傑弗森告訴另一非裔美國超級英雄恐懼先生，他選擇使用了「黑閃電」作為自己的英雄稱號。
後來，他拒絕綠箭俠的邀約，不打算加入美國正義聯盟（JLA），因為他想獨自行動以專注於街頭犯罪。儘管他提出讓自己擔任預備成員的提議。多年以後，當所有的JLA預備成員被要求對付重生的亞摩卓時，聯盟已接受了黑閃電的提議。之後，黑閃電加入了JLA，並換了套新服裝。

## 能力
在最早期，他天生並沒有超能力，而是利用特殊的皮帶來產生力場及電氣。後來，他在《入侵!》#3中被透露擁有著超人類基因。
根據《Black Lightning: Year One》和現今的劇情，傑弗森能利用超人類的力量來操控身體所產生的強大電力，該力量在他早期生活中是完全隱藏的。黑閃電共能產生出多少電能是未知數，但他可以很容易用該力量擊暈或殺死一個男人。黑閃電亦能產生出強大的電磁力場來抵擋彈葯攻擊，但這必須要相當集中精力才能辦到。而他也能創造出一個電磁斥力場來使自己短時間飛行。此外，傑弗森本身擁有著奧運級的體格和耐力，並在蝙蝠俠的督導下，他還有著熟練的武術能力。

## 其他媒體

### 電視劇

由克萊斯·威廉斯在電視劇《黑閃電》中飾演的黑閃電

- 《蝙蝠俠智勇悍將》：電視動畫。由邦普爾·羅賓森（英语：Bumper Robinson）為黑閃電配音。
- 《DC國度短片（英语：DC Nation Shorts）》：電視動畫短片。由布萊爾·安德伍德（英语：Blair Underwood）為黑閃電配音。
- 《少年正義聯盟》：電視動畫。由凱瑞·派瑞（英语：Khary Payton）為黑閃電配音。第二季登場已經是正義聯盟的成員，最後成為靜電的導師。
- 《黑閃電》：真人電視劇。由克萊斯·威廉斯飾演黑閃電[5]。

### 電影
- 《超人/蝙蝠俠：公眾之敵》：2009年動畫電影。由勒瓦爾·布林頓（英语：LeVar Burton）為黑閃電配音[10]。
- 《正義聯盟：兩面夾擊》：2009年動畫電影。由切德里奇·亞布魯（英语：Cedric Yarbrough）為黑閃電配音（未掛名）。

### 電子遊戲
- 《蝙蝠俠：雙人夾擊（英语：Batman: The Brave and the Bold – The Videogame）》：2010年遊戲。由邦普爾·羅賓森（英语：Bumper Robinson）為黑閃電配音。
- 《DC 超級英雄 Online》：2011年遊戲。由亞歷山大·布蘭登（英语：Alexander Brandon）為黑閃電配音。
- 《超級英雄：武力對決2》：2017年遊戲。由奧吉·班克斯（英语：Ogie Banks）為黑閃電配音。

## 外部連結
- Black Lightning at Cosmic Teams
- Black Lightning（页面存档备份，存于） at the DCU Guide
- 漫画书数据库：Black Lightning
- Fanzing: Black Lightning history （页面存档备份，存于）
- Black Lightning Index（页面存档备份，存于）
- Fanzing: Diversity In The DC Universe: 1961 - Today （页面存档备份，存于）
- Tony Isabella （页面存档备份，存于） at World Famous Comics
- The Outer Observatory （页面存档备份，存于） A fansite for The Outsiders
- 互联网电影数据库上Black Lightning的资料